# 主筆
主筆（しゅひつ）とは出版社においては編集責任者、編集長を指す。また新聞社においては、編集、論説の総責任者を指す。

## 概要
主筆は出版社や新聞社に置かれる役職である。ただし、すべての出版社や新聞社に主筆が置かれているわけではない。日本の新聞社でも主筆を置いている新聞社は比較的少ない。
主筆は一般的には「編集長」と同じ意味合いだが、編集、論説の双方を統括する責任者としての意味合いも強い。
新聞社の場合、論説委員は論説の内容を決する地位にあるのに対し、主筆は論説だけでなくニュースも含め社論の決定権をもつとしていることが多い。欧米の新聞社では職務権限がとても明確になっている。日本の新聞社では部門中心の考え方が強い傾向にある。
主筆には、その出版社、新聞社の社長や上級役員などの幹部が就任する場合が多い。

## 主な主筆

### イギリス

#### エコノミスト
- ウォルター・バジョット

#### フィナンシャル・タイムズ
- マーティン・ウルフ（英語版）

### アメリカ

#### ニューヨーク・タイムズ
- ジェームス・レストン（英語版）

### 日本

#### 朝日新聞
2007年6月、朝日新聞社においても長年空席だった主筆に船橋洋一が就任した。なお、朝日新聞においても主筆は読売新聞同様、4本社編集・報道局長（編集部門）と論説主幹（論説部門）の上に立つポストとされているが、船橋洋一が主筆に就任する際、主筆規定が「主筆は社論を定め、筆政を掌る」から「主筆は記事、論説を総覧し紙面の声価を高める」と変更されて、権限は大幅に弱められた。船橋洋一と後任の若宮啓文は、緒方竹虎と広岡知男のように代表取締役ではないどころか上席役員待遇で、役員待遇の論説主幹よりは上なものの、取締役でさえない。ただし、どちらも著書が多く論壇でも活動するなど、社を代表する論客ではあり、そのような側面が考慮されたと考えられる。
現在は組織図には掲載されているものの任命はされていない。
- 池辺三山
- 高原操（大阪朝日新聞主筆 1934年4月18日 - 1936年5月、名誉主筆 1936年5月21日 - 1943年12月27日）[4]
- 緒方竹虎（東京朝日新聞主筆 1934年4月18日 - 1936年5月21日、主筆 1936年5月21日 - 1943年12月27日）[4]
- 広岡知男（1971年5月21日 - 1977年12月21日、社長兼務）[4]
- 船橋洋一（2007年6月26日 - 2010年12月15日）
- 若宮啓文（2011年5月1日 - 2013年1月16日）

#### 読売新聞
読売新聞主筆の渡辺恒雄は著書の中で「主筆というのは「筆政を掌る」のが役目。分かりやすく言うと、社論を決めるということ。」（編集部門や論説部門を合わせたものを指すものと見られる）と述べており、同新聞における主筆の役割が垣間見える。
主筆を30年以上務めた渡邊は、2024年に没するまで読売グループ代表取締役主筆として公式HPにおいて代表取締役会長及び社長の上に位置しており、同社主筆は読売グループの経営トップ・指導者であることを示すポストと化していた。
- 高田早苗（半峰）（1887年8月1日 - 1891年12月31日）
- 市島謙吉（春城）（1892年1月1日 - 1894年5月31日）
- 中井喜太郎（錦城）（1894年6月1日 - 1901年10月22日）
- 松平康國（1901年10月23日 - 1902年2月28日）
- 石井勇（白露）（1902年3月1日 - 12月）
- 足立荒人（北鴎）（1903年1月1日 - 1906年11月20日）
- 竹越與三郎（三叉）（1906年11月20日 - 1907年6月27日）
- 足立荒人（1907年6月27日 - 1910年3月20日）
- 笹川潔（東花）（1910年3月20日 - 1913年12月28日）
- 五来欣造（素川）（1914年2月10日 - 1915年8月）
- 金崎賢（1915年8月 - 1918年3月30日）
- 伊達源一郎（1918年5月1日 - 1919年9月1日）
- 松山忠二郎（1919年9月1日 - 1921年）
- 大庭景秋（柯公）（1921年）
- 山崎光二郎（1930年3月 - 1933年1月15日）
- 高橋雄豺（1933年11月10日 - 1945年10月24日）
- 小林光政（1935年10月24日 - 1946年2月）
- 岩淵辰雄（1946年6月14日 - 10月19日）
- 馬場恒吾（1946年10月19日 - 1948年9月14日）
- 安田庄司（1948年9月14日 - 1949年5月20日）
- 小林與三次（1965年8月1日 - 1970年5月30日）
- 渡邉恒雄[7]（1985年6月[8]26日 - 2024年12月19日） - 持株会社代表取締役を兼務
- 老川祥一（2025年6月10日[9] - ）

#### 中日新聞
中日新聞社
- 小出宣昭（2017年6月26日[10]～、前社長）

#### 毎日新聞
毎日新聞社の場合、1977年7月に労使双方の生産協議会で定められた「毎日新聞社編集綱領」で、「主筆は、編集の独立、責任体制、民主的な運営の責任者として編集を統括し、筆政のすべてをつかさどる」とされているが、在任期間も概ね３年程度、一般的には無名の人物が多く、役職の一つ程度の位置づけとなっていたが、朝比奈は後に社長に、後任の岸井や現職前田は政治部長から昇格したため近年は地位に箔がついている
- 高石真五郎
- 阿部眞之助
- 高田元三郎
- 阿部賢一
- 本田親男
- 田中香苗
- 山内大介
- 上田健一
- 渡辺襄
- 小池唯夫
- 平野裕
- 関根望
- 斎藤明
- 木戸湊
- 北村正任
- 朝比奈豊(後に社長)
- 岸井成格（2010年6月[11]～2013年4月1日[12]、政治部長、NEWS23アンカーマンを歴任）
- 伊藤芳明（2013年4月～2016年6月）
- 小松浩（2016年6月～2021年）
- 前田浩智(2021年～、以前は政治部長)

#### 産経新聞
- 住田良能（1996年～2002年。2004年から2011年6月まで社長）